# Michael Fuchs (Priester)
Michael Fuchs (* 1964 in Schwarzach, Landkreis Bogen) ist ein deutscher katholischer Priester und war Generalvikar des Bistums Regensburg.

## Leben
Michael Fuchs wuchs in seinem Heimatort auf, legte das Abitur in Straubing ab, studierte Theologie in Regensburg und Rom und wurde 1990 zum Priester geweiht. Als Kaplan war er an St. Konrad in Weiden in der Oberpfalz und an Herz-Jesu in Schwandorf tätig.
Von 1994 bis 1998 war er Diözesanjugendpfarrer und BDKJ-Diözesanpräses. Ab 1998 war er Pfarrer in Waldsassen und ab 2001 auch Dekan für das Dekanat Tirschenreuth. Am 10. August 2004 ernannte ihn Bischof Gerhard Ludwig Müller zum Bischöflichen Geistlichen Rat. Von 21. November 2005 bis zur Sedisvakanz am 2. Juli 2012 war er Generalvikar des Bischofs von Regensburg. Vom 3. Juli 2012 bis 26. Januar 2013 war er Stellvertreter des Diözesanadministrators Wilhelm Gegenfurtner. Seit 2006 ist er Mitglied des Domkapitels. Der Titel Monsignore wurde ihm 2007 und der des Päpstlichen Ehrenprälaten 2010 verliehen.
Am 29. Januar 2013 ernannte ihn Bischof Rudolf Voderholzer – mit Wirkung vom 26. Januar 2013 – zum Generalvikar sowie zum Moderator und Kanzler der Diözesankurie des Bistums Regensburg.
In die Amtszeit und Verantwortung von Michael Fuchs fiel unter anderem der Besuch von Papst Benedikt XVI. in Regensburg 2006. Unter seiner Verantwortung entwickelte das Bistum Regensburg das Magazin „Grandios“, das alle Katholiken im Bistum Regensburg anspricht: „GRANDIOS will Brücken bauen zu denen, die nach Sinn suchen und nach ihrem Platz in der Gesellschaft.“ Michael Fuchs betonte, mit dem Magazin vor allem auch in Kontakt mit jungen Menschen kommen zu wollen. Die erste Ausgabe des Magazins erschien in einer Auflage von 100.000 Stück. Zudem trägt er als Generalvikar Verantwortung für die Transparenz der kirchlichen Finanzen. Erstmals für das Bilanzjahr 2017 veröffentlichte das Bistum Regensburg als eines der ersten Bistümer Deutschlands die Jahresberichte von 17 Rechtsträgern auf diözesaner Ebene, die den Maßgaben des Handelsgesetzbuches entsprechen, und damit den Transparenzstandards des deutschen Handelsrechts. Die Jahresberichte des Bistums Regensburg werden auf der Homepage veröffentlicht und veranschaulicht. 2019 kündigte Michael Fuchs einen Sparkurs des Bistums Regensburg an. Gründe dafür waren geringere Kirchensteuereinnahmen und die Nullzinspolitik.
Im September 2021 legte Fuchs sein Amt als Generalvikar nieder und übernahm die Leitung der Pfarrei St. Wolfgang in Regensburg. Sein Nachfolger als Generalvikar ist Roland Batz.

## Aufarbeitung des sexuellen Missbrauchs
Im Umgang mit sexuellen Missbrauch durch Geistliche des Bistums Regensburgs wurden schwere Vorwürfe gegen Fuchs erhoben. Im Mai 2010 beschuldigte der Bürgermeister von Riekofen das bischöfliche Ordinariat, dass es die Pfarrgemeinde „regelrecht getäuscht“ habe. Generalvikar Fuchs hätte ein Auge auf den einschlägig vorbestraften Pfarrer Peter K. haben und die Gemeinde Riekofen informieren müssen. Dort kam es zu weiteren sexuellen Übergriffen durch den Priester.
Im November 2014 legte Fuchs erstmals Zahlen über positiv beschiedene Anträge auf Anerkennung von erlittenem sexuellen Missbrauch vor. Betroffene ehemalige „Domspatzen“ kritisierten, dass der von Fuchs vorgelegte Bericht „eine wenig aussagekräftige Aneinanderreihung von Zahlen“ sei, „mit dem das Bistum Druck aus der öffentlichen Diskussion nehmen“ wolle.
Im Januar 2015 kam die Recherche eines Journalisten zu dem Ergebnis, dass Generalvikar Fuchs in seinem Bericht von 2011 das tatsächliche Ausmaß des sexuellen Missbrauch in der Diözese Regensburg systematisch verschleiert habe. Der Bericht basiere auf Aktenvernichtung in außergewöhnlich großem Umfang und tendenziöser Auswahl. Fuchs vertusche aufgrund einer „Mischung aus persönlicher Verstrickung, klerikalem Standesschutz und Betriebsblindheit“ systematisch.
In den Verantwortungsbereich von Michael Fuchs fallen auch die Anerkennungszahlungen für Missbrauchsopfer. Im August 2020 teilte das Bistum Regensburg mit, rückwirkend ab Juli 2020 Opfern sexueller Gewalt bis zu 50.000 Euro zu zahlen. Opfer körperlicher Gewalt erhielten bis zu 12.500 Euro. Zwischen 2010 und 2019 seien so mehr als vier Millionen Euro für Anerkennungsleistungen bereitgestellt worden. Die Beträge wurden Vermögenserträgen des Bistums Regensburg entnommen.
Mit der Aufklärung des Missbrauchs bei den Regensburger Domspatzen hatte das Bistum Regensburg den Rechtsanwalt Ulrich Weber beauftragt. Der Missbrauchsbeauftragte der Bundesregierung Johannes-Wilhelm Rörig betonte, „er sei froh, dass Voderholzer den Betroffenen gut zugehört und einen guten Aufarbeitungsprozess in Gang gesetzt habe. (…) Der jetzt eingeschlagene Weg sei „vorbildlich“. Er hoffe, dass damit von Regensburg ein wichtiges Signal ausgehe, wie wichtig neben der Aufarbeitung Prävention und bedarfsgerechte Hilfen seien.“